# Kakamega County
Kakamega County is een county en voormalig Keniaans district in de provincie Magharibi. Het district telde 603.422 inwoners (1999) en had een bevolkingsdichtheid van 433 inw/km². Ongeveer 4,1% van de bevolking leeft onder de armoedegrens en ongeveer 630% van de huishoudens heeft beschikking over elektriciteit.